# Мікаса Акіко
Принцеса Акіко з Мікаси(нар.20 грудня 1981 року) (яп. 彬子女王, кириліз.: Акіко Джоо) — членкиня японської імператорської родини, дочка принца Мікаси Томохіто і принцеси Мікаси Нобуко, племінниця 92-го прем’єр-міністра Японії Таро Асо (який є старшим братом її матері).

## Біографія
Принцеса Акіко народилась 20 грудня 1981 року в імператорській родині Японії.  Отримала початкову й середню освіту в Японії, навчалась у приватній школі (学習院, "Школа навчання"), яка заснована в середині XIX століття, надає знання на різних рівнях — від початкової освіти до університетської і є частиною традиційної освіти для членів імператорської родини та аристократії Японії. Принцеса Акіко вивчала соціальні науки і продовжила свою академічну освіту в Оксфордському університеті. 
З січня по травень 2008 року принцеса Акіко перебувала в Центрі японського мистецтва та культури Кларка в Ганфорді, штат Каліфорнія, де проводила дослідження в межах програми для науковців і фахівців з японського мистецтва. Вона працювала над вивченням японських культурних традицій та мистецтва, зокрема вивчала роботи з колекцій, що знаходяться в музеях США. Цей період її життя був важливим для розвитку її наукових інтересів у сфері японського живопису та культурної спадщини Японії. Центр японського мистецтва Кларка надавав принцесі можливість доступу до архівів та музейних експонатів, що дозволило їй поглибити свої знання та зробити внесок у західне сприйняття японської культури. За час перебування в Центрі принцеса Акіко не тільки проводила дослідження, а й активно взаємодіяла з американськими колегами, сприяючи культурному обміну між Японією та Сполученими Штатами.
Акіко була докторантом у Великобританії в коледжі Мертон Оксфордського університету. Вона навчалась з жовтня 2004 року по січень 2010 року, успішно завершила свій науковий проєкт та склала останній іспит. Цей етап навчання в Оксфорді був важливим для розвитку її академічних інтересів і для збагачення її наукової роботи в рамках японської культурної спадщини, яку вона активно популяризувала. Принцеса Акіко здобула ступінь доктора філософії, досліджуючи західні колекції японського мистецтва та культурний обмін між Англією і Японією. Її докторська робота була присвячена темі відображення японської культури у вікторіанській Британії через колекції Британського музею.  Після цього вона продовжила свої дослідження, займаючись культурними і науковими проєктами, зокрема збереженням японських мистецьких традицій.

## Заняття і досягнення
Принцеса Акіко — професор  Інституту японської культури у Кіотському університеті Сангьо, почесний патрон Японсько-британського товариства, президент  Товариства Японія-Туреччина, бере участь у кількох освітніх і мистецьких проєктах.  Вона досліджувала історію японського живопису та культури, зокрема періоду Едо. Її наукові інтереси також включають роботи з реставрації культурних артефактів та збереження японської культурної спадщини. Акіко вивчала, як у вікторіанській Британії збирали і представляли японське мистецтво, і вважає це темою, яка демонструє різницю між східним і західним сприйняттям японської культури.
Принцеса Акіко працює над дослідженням японських традицій та передачі їх новим поколінням. Проводить для дітей лекції та майстер-класи, спрямовані на вивчення японської культури. Її наукова діяльність охоплює дослідження таких тем, як реконструкція буддійських настінних розписів, що були втрачені під час пожежі. 

## Захоплення
Принцеса захоплюється традиційними видами японського мистецтва та англо-японським культурним обміном. Як дослідник і спікер, принцеса обговорювала японські звичаї і ритуали в глобальному контексті. Серед її останніх публічних заходів була лекція в Університеті Цюриха, присвячена мистецтву та культурній освіті. На цьому заході вона говорила про важливість міжнародної співпраці для збереження культурної спадщини та сприяння взаєморозумінню між культурами. Принцеса Акіко відзначається також участю у міжнародних заходах і збереженні історичних зв’язків Японії з іншими країнами.
Окрім академічної діяльності, вона є президентом Асоціації професійних інструкторів з лижного спорту Японії. 

## Публікації
Принцеса Акіко Мікаса має друковані праці, які стосуються наукових досліджень у галузі історії мистецтва, зокрема про японське мистецтво в західних колекціях. Серед її найважливіших публікацій:
- "Imperial Household Collection" — дослідження про японське мистецтво, представлене в міжнародних колекціях.
- "Challenging the Past, Reconstructing the Nation" — книга, в якій розглядається англо-японський культурний обмін.
- Вона є співавтором і редактором книги "Japan: Courts and Culture", яка була видана в 2020 році для виставки у Королівській галереї Букінгемського палацу. Книга досліджує три століття культурного обміну між Японією та Великою Британією через мистецькі твори та дипломатичні відносини.